# Taraneh Alidoosti

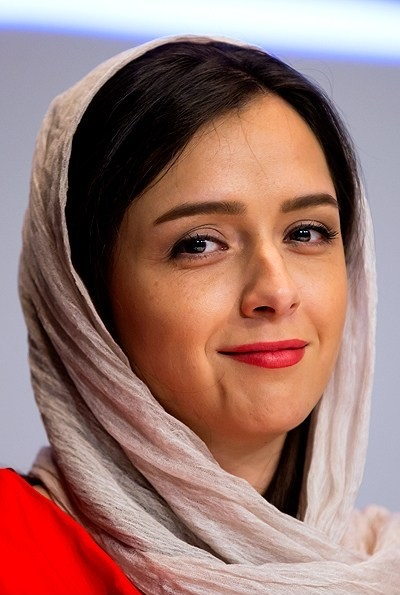
Taraneh Alidoosti (2016)

Taraneh Alidoosti (anhörenⓘ persisch ترانه عليدوستی, DMG Tarāne ‘Alīdūstī; * 12. Januar 1984 in Teheran) ist eine iranische Schauspielerin.

## Leben
Bekannt wurde Alidoosti 2002 mit der Hauptrolle in Man, Taraneh, panzdah sal daram. Im gleichen Jahr gewann sie als beste Schauspielerin den Bronzenen Leoparden beim Internationalen Filmfestival von Locarno sowie den Crystal Simorgh beim iranischen Fajr-Filmfestival.
Ihr Vater ist der ehemalige iranische Fußballnationalspieler Hamid Alidoosti, der  in den 1980er Jahren in Deutschland beim FSV Salmrohr aktiv war. Ihr Bruder Pouyan starb im März 2005 im Alter von 16 Jahren beim jährlichen persischen Feuerfestival Tschahar Schanbe Suri an den Folgen einer Explosion. Zu dieser Zeit arbeitete sie an dem Film Fireworks Wednesday, der vor dem Hintergrund ebendieses Brauches spielt.
Alidoosti ist verheiratet und hat eine Tochter.

## Politische Positionierung

### Feministin

Women-power-Emblem

Bei einer Pressekonferenz in Teheran 2016 wurde durch einen hochgerutschten Ärmel eine Women-power-Tätowierung auf ihrem Unterarm sichtbar. Das löste eine Kontroverse in der Islamischen Republik aus, ihr wurde vorgeworfen, eine Feministin zu sein. Alidoosti bestätigte dies schließlich: „Beruhigt euch! Ja, ich bin eine Feministin.“ Und ergänzte: „Eine Feministin ist eine Person, die an die soziale, politische und wirtschaftliche Gleichheit der Geschlechter glaubt.“
Aus Protest gegen die Abschottungspolitik der neuen US-Regierung unter Donald Trump kam sie nicht zur Oscarverleihung 2017, bei der The Salesman als bester fremdsprachiger Film nominiert war. Auf Twitter äußerte sie: „Trumps Visa-Ankündigung ist rassistisch. Egal ob es sich dabei um eine kulturelle Veranstaltung handelt, aus Protest werde ich nicht zu den Academy Awards 2017 kommen.“ Trump hatte zuvor einen vorläufigen Aufnahmestopp für Flüchtlinge sowie ein temporäres Einreiseverbot unter anderem für iranische Staatsbürger (neben solchen aus Syrien, dem Irak, Sudan, Libyen, Somalia und Jemen) verkündet.

### Proteste im Iran ab September 2022
Von Beginn an solidarisierte sich die Schauspielerin öffentlich mit den Protesten im Iran seit September 2022. So kritisierte sie z. B. die Hinrichtung von Menschen, die gegen das iranische Regime demonstriert hatten, und zeigte auf ihrer Instagram-Seite ein Bild von sich ohne Hidschāb und mit einem Papier, auf dem der Hauptslogan „Frauen, Leben, Freiheit“ der Proteste stand. Daraufhin wurde sie am 17. Dezember 2022 festgenommen. Am 4. Januar 2023 wurde sie auf Kaution freigelassen. Mehr als 600 Künstler und Filmschaffende hatten in einem offenen Brief Alidoostis Freilassung gefordert.

## Filmografie (Auswahl)
- 2002: Taraneh, 15 Jahre alt (Man, Taraneh, panzdah sal daram)
- 2004: Beautiful City (Shahr-e ziba)
- 2006: Feuerzauber (Fireworks Wednesday, Tschahar Schanbe Suri)
- 2009: Alles über Elly (Darbareye Elly)
- 2012: Die Macht des Geldes (Modest Reception, Paziraie sadeh)
- 2016: The Salesman (Forushande)
- 2022: Leilas Brüder (Leila’s Brothers, Baradarane Leila)
- 2024: Orca